# Trh Machane Jehuda

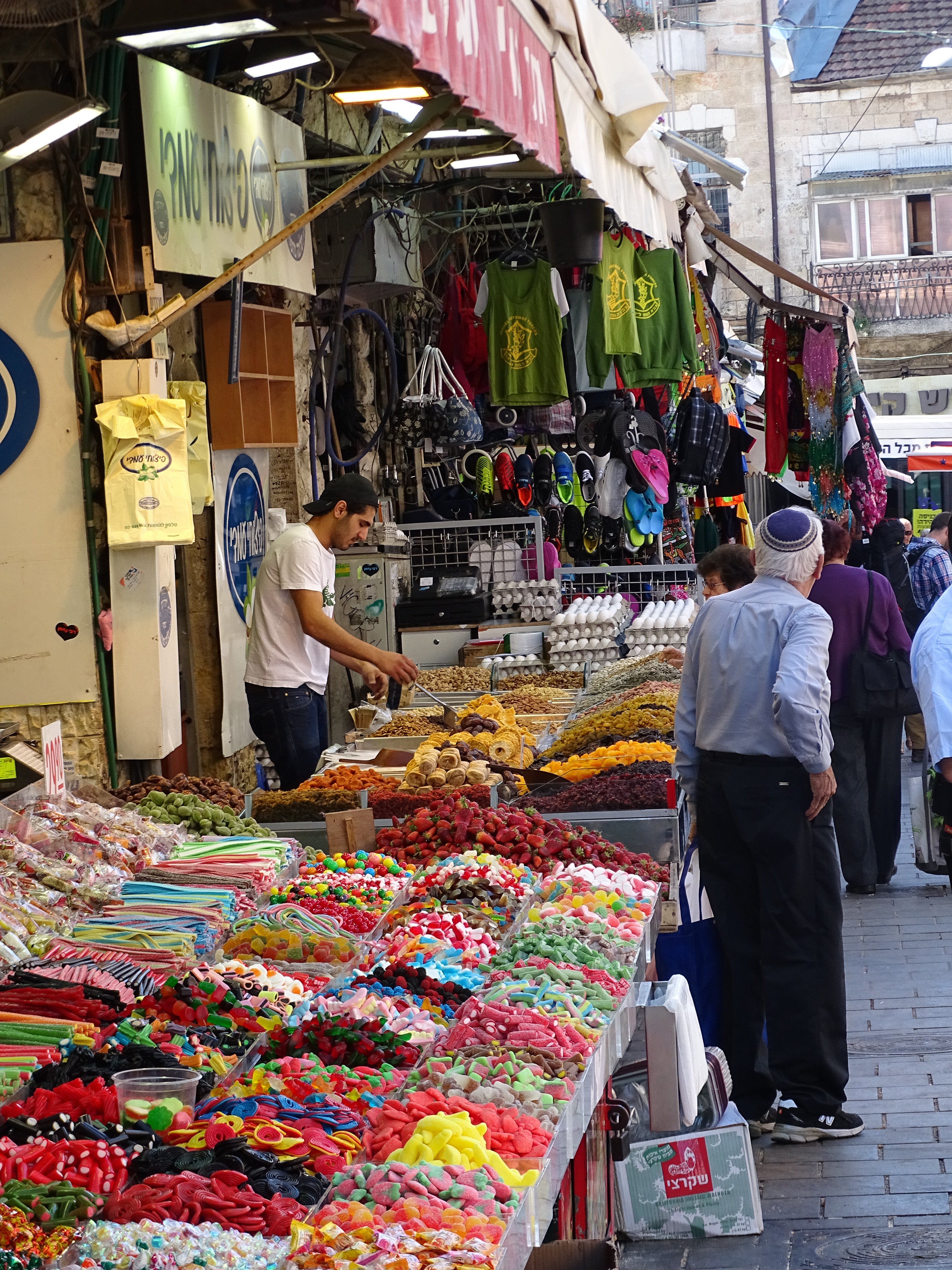
Trh Machane Jehuda, ulice Machane Jehuda

Trh Machane Jehuda, hebrejsky שוק מחנה יהודה‎ (šuk Machane Jehuda) ve čtvrti Machane Jehuda v izraelském městě Jeruzalém je považován za největší trh v Izraeli s přibližně 200 000 návštěvníky týdně. Pro trh se většinou užívá jen krátký název „šuk“), tedy trh.

## Poloha, vybavení
Trh Machane Jehuda leží ještě v centru města, přibližně 1,9 km severozápadně od Jaffské brány, hlavního vchodu do Starého Města. Je ohraničena Jaffskou ulicí na severu, Agrippovou ulicí na jihu, ulicí Bejt Ja'akov na západě a Ec chajim na východě. Mezi Jaffskou a Agrippovou ulicí probíhají dvě hlavní tepny trhu, ulice Machane Jehuda a Ec chajim; mezi nimi a na západní straně jsou pak četné malé uličky, které jsou často pojmenovány podle různého ovoce nebo ořechů. Na severní straně trhu, přiléhající k Jaffské ulici, se i dnes nachází tzv. Irácký trh, vzniklý kolem roku 1931 a pojmenovaný po přistěhovalých iráckých Židech, kteří se tam usadili.
Trh Machane Jehuda je částečně zastřešen, částečně je to trh pod širým nebem. Jedna z hlavních ulic, ulice Ec chajim, je stejně jako nejužší uličky pod střechou, zatímco relativně široká ulice Machane Jehuda je nekrytou ulicí. Střechy, které vznikly v různou dobu, mají obvykle lehkou konstrukci.

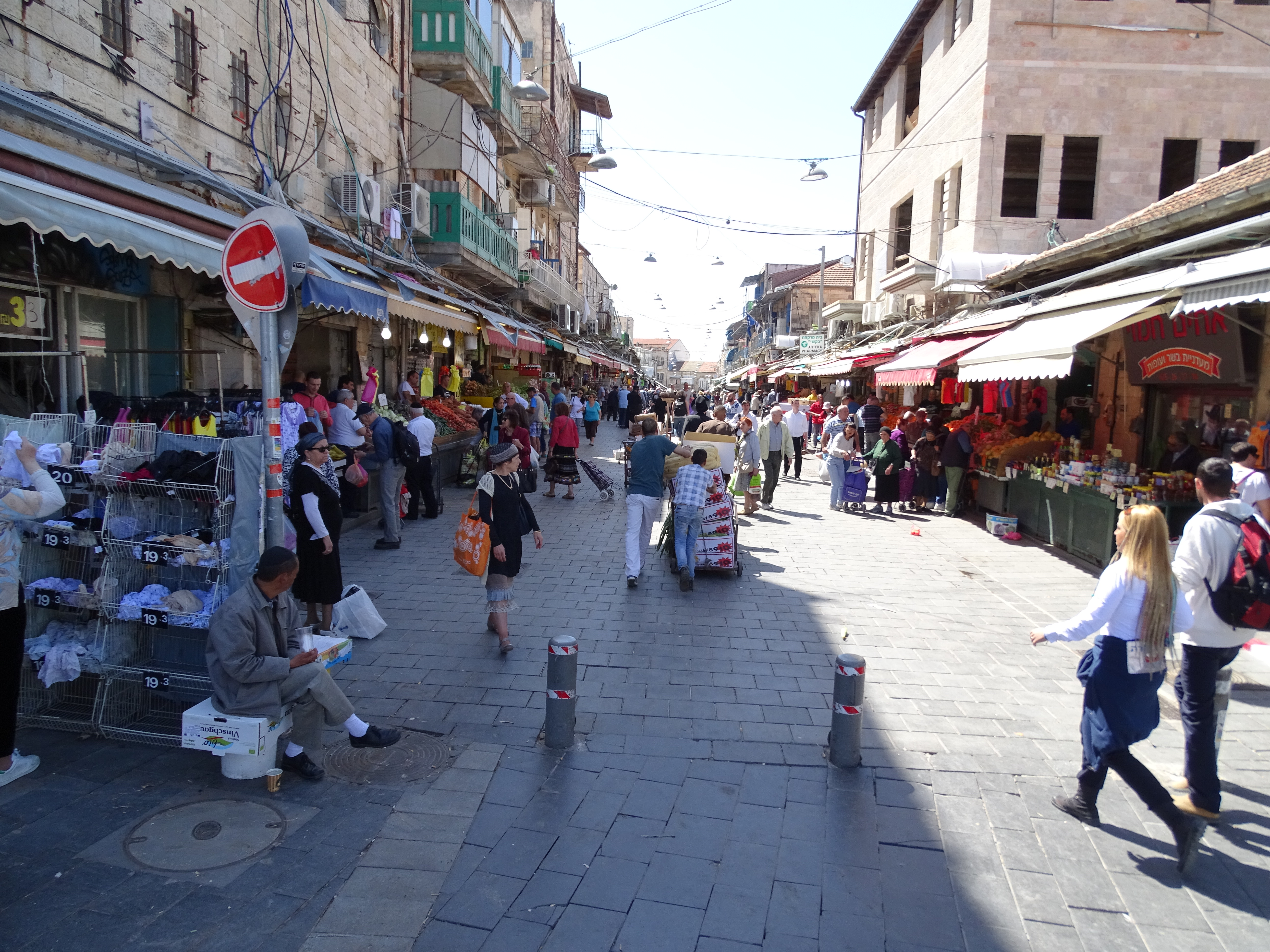
nezastřešená ulice Machane Jehuda
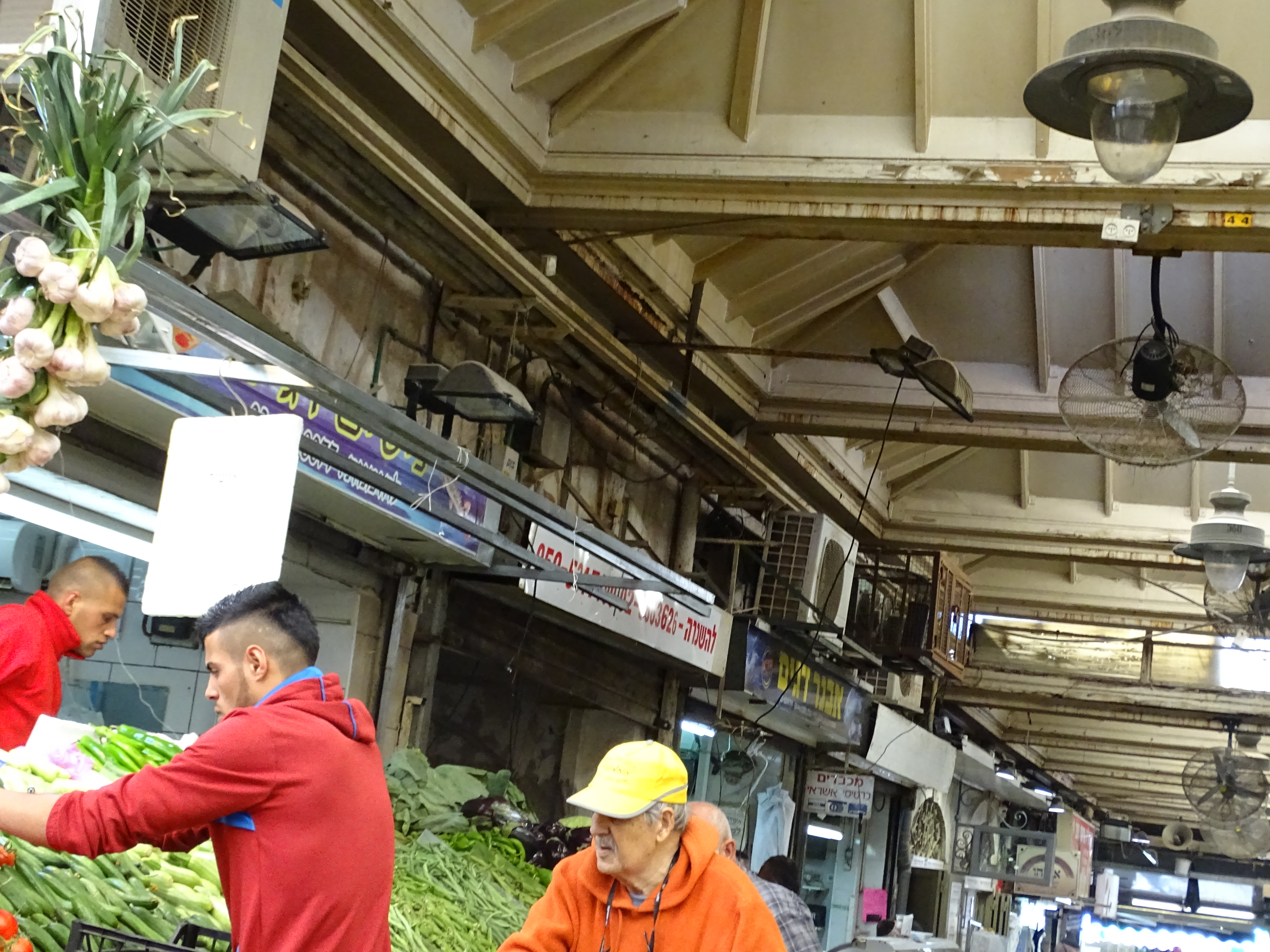
příčná ulička, zastřešení nepropouštějící světlo
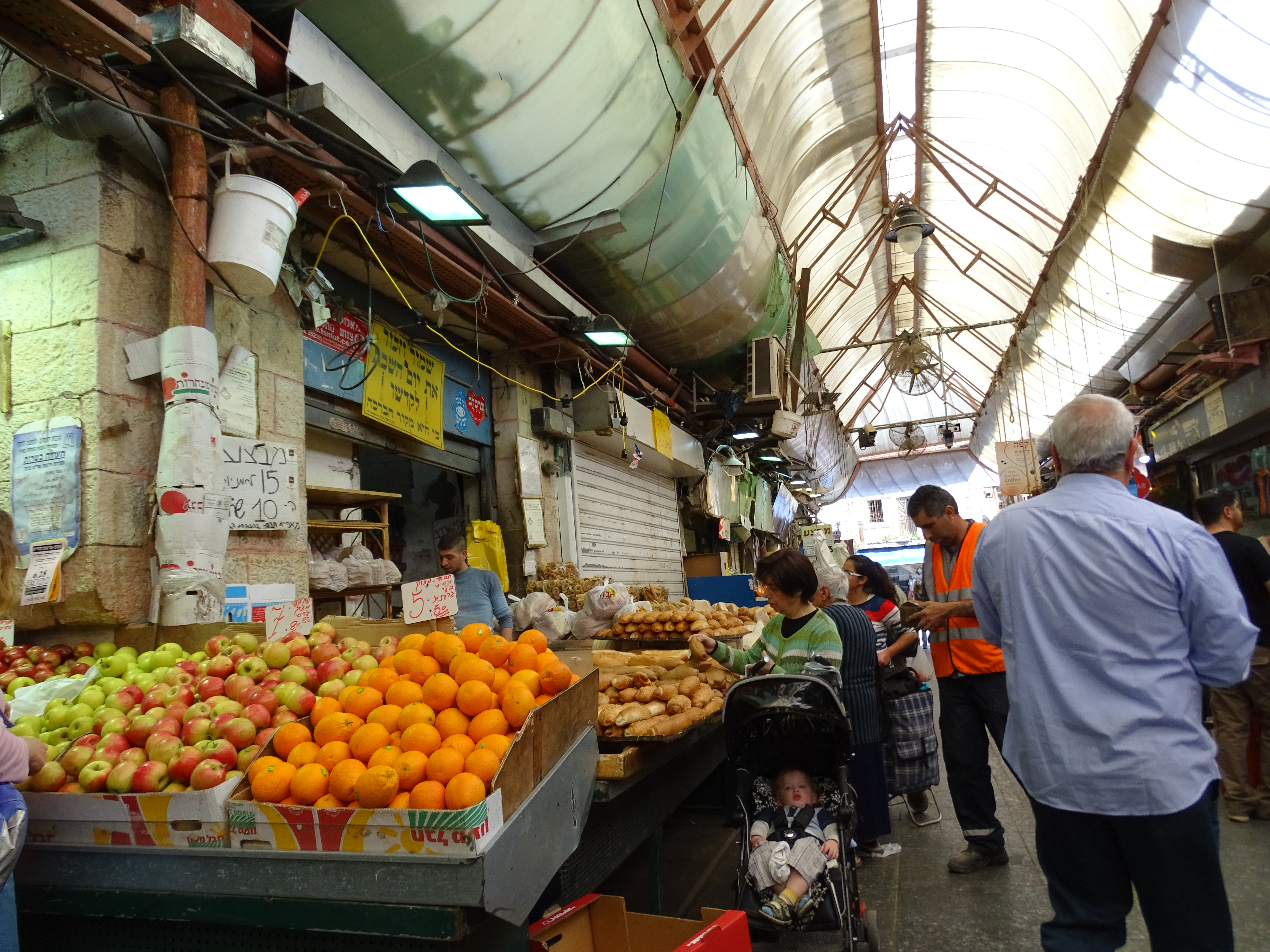
příčná ulička, zastřešení propouštějící světlo

## Historie

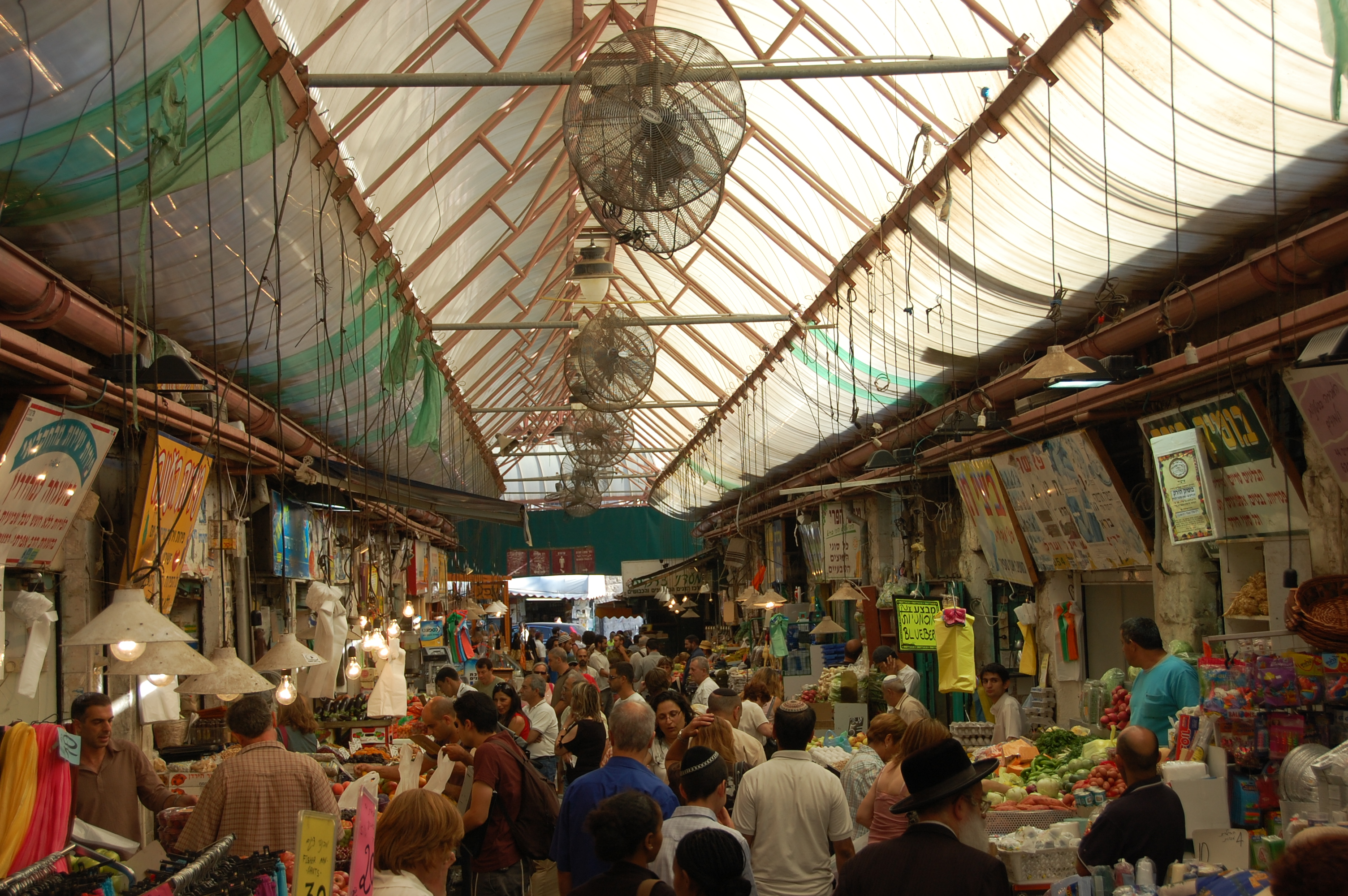
Trh Machane Jehuda, ulice Ec Chajim

Na konci 19. století byla vně hradeb jeruzalémského Starého Města postavena řada nových čtvrtí, mimo jiné i Machane Jehuda v roce 1887. To přitahovalo arabské obchodníky ze Starého Města. Zhruba ve stejnou dobu byl nový trh židovských obchodníků Bejt Ja'akov přejmenován na trh Machane Jehuda. Stánky obchodníků byly jen improvizované.
Během osmanské vlády (až do roku 1917) se trh vyvíjel zcela živelně a bez infrastruktury. Koncem dvacátých let, pod britským mandátem (od roku 1920), byla sanitární zařízení v tak zanedbaném stavu, že britské úřady trh uzavřely. Během následujících deseti let byl trh postupně přestavován a byl vybaven pevnými, stálými stánky a budovami pro obchodníky. K opětovnému otevření došlo roku 1928. Původní velkorysé plány prvního guvernéra Ronalda Storrse v Jeruzalémě, obsahující zásadní modernizaci trhu, však vzhledem k rozpočtovým potížím nebyly provedeny; k částečné implementaci došlo až později.
Současný vzhled trhu je také ovlivněn obnovou a přestavbou po roce 2000: v důsledku stavebních opatření, přijatých sdružením obchodníků Mahane Yehuda Merchants Association, došlo k otevření trhu pro jiné, střední vrstvy, pro „nové generace“ zákazníků. To vedlo mimo jiné ke změnám ve složení obchodníků a v důsledku toho i ke kritice. V mediích se v té době začaly objevovat zprávy kritizující změnu charakteru trhu: na tržišti se objevily butiky, prodejny delikates, pro trh nespecifická středomořská bistra a podobné úkazy, které s tradicí trhu nemají mnoho společného.
Trh Machane Jehuda byl v minulosti několikrát terčem teroristických útoků: 30. července 1997 s 16 mrtvými a 178 zraněnými, 6. listopadu 1998 se 6 oběťmi a 12. dubna 2002 (během druhé intifády) se 7 mrtvými a 104 zraněnými.

## Nabídka
Trh Machane Jehuda je největší, nejrušnější a etnicky nejrozmanitější trh (částečně) pod širým nebem v Izraeli. Počet obchodníků v tržnici kolísá mezi 250 a 350 stánky, trh týdně navštěvuje přibližně 200 000 návštěvníků.
K nabízeným  potravinám patří zelenina a ovoce, koření, ořechy; dále se prodává maso, drůbež, ryby a j. Mnoho stánků nabízí typické produkty místní kuchyně jako je baklava, halva, šavarma, kibeh, kebab, šašlik a další produkty. Na trhu se nacházejí také čajovny, kavárny a bary.

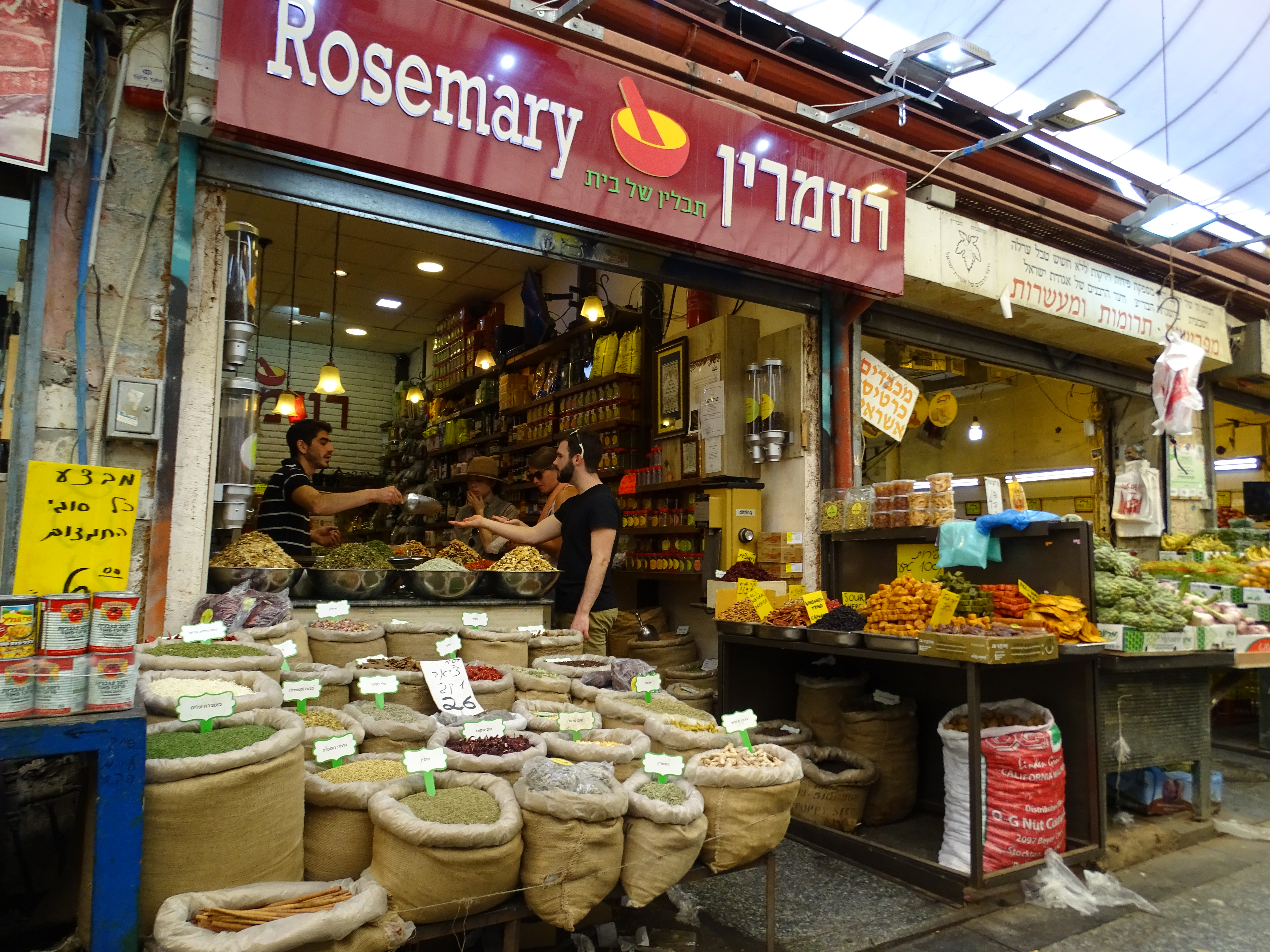
koření
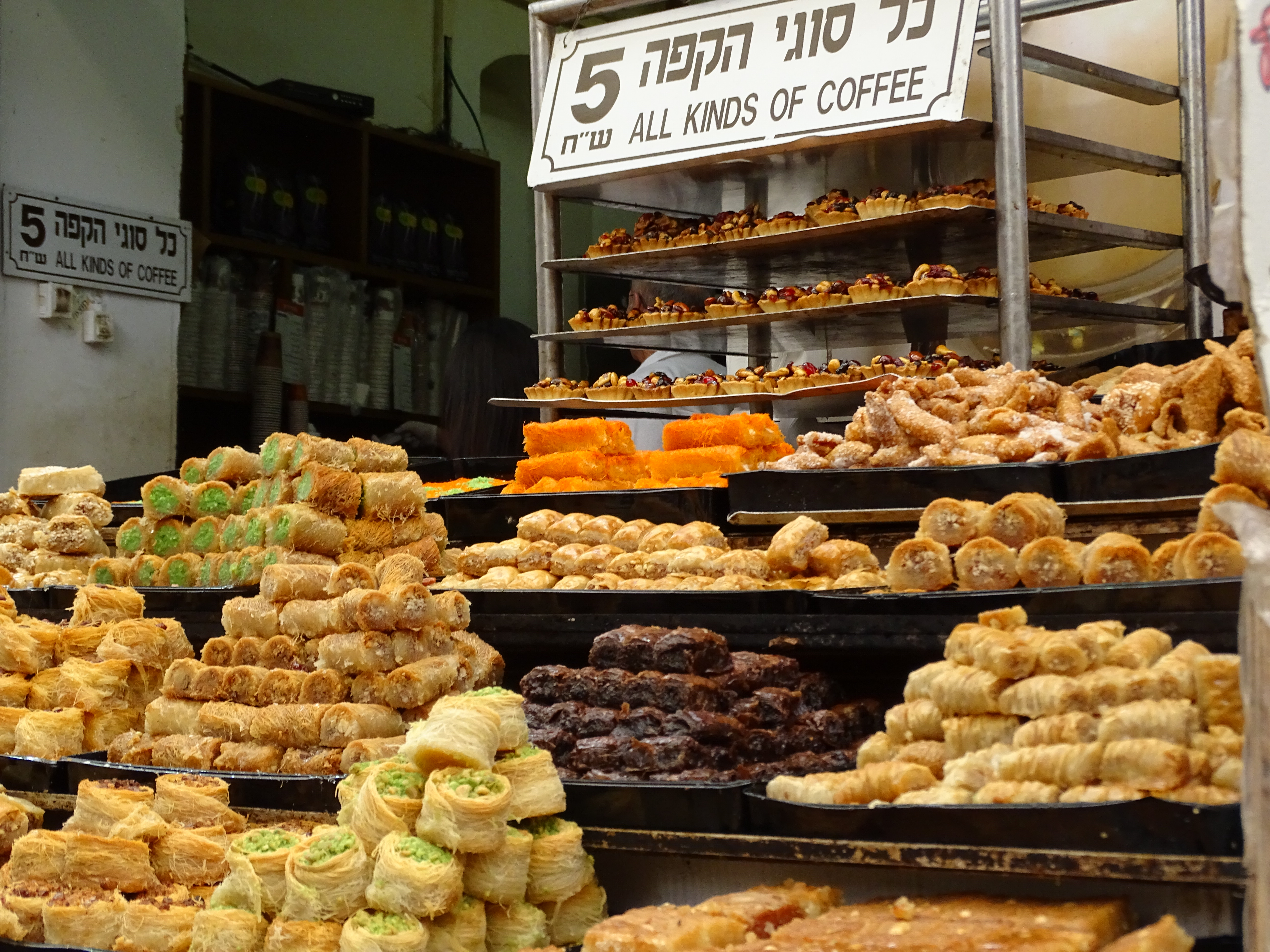
sladkosti
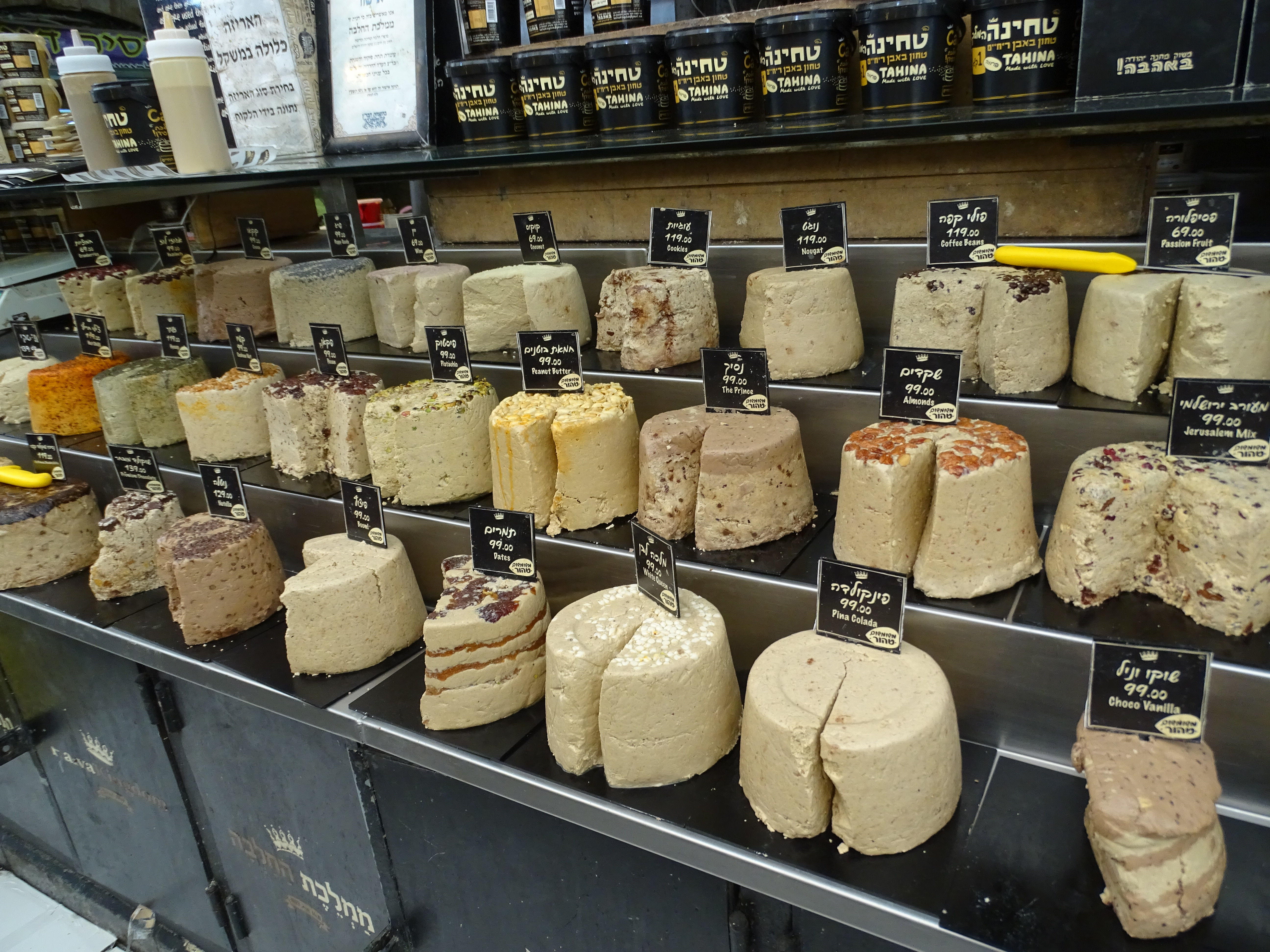
sladkosti
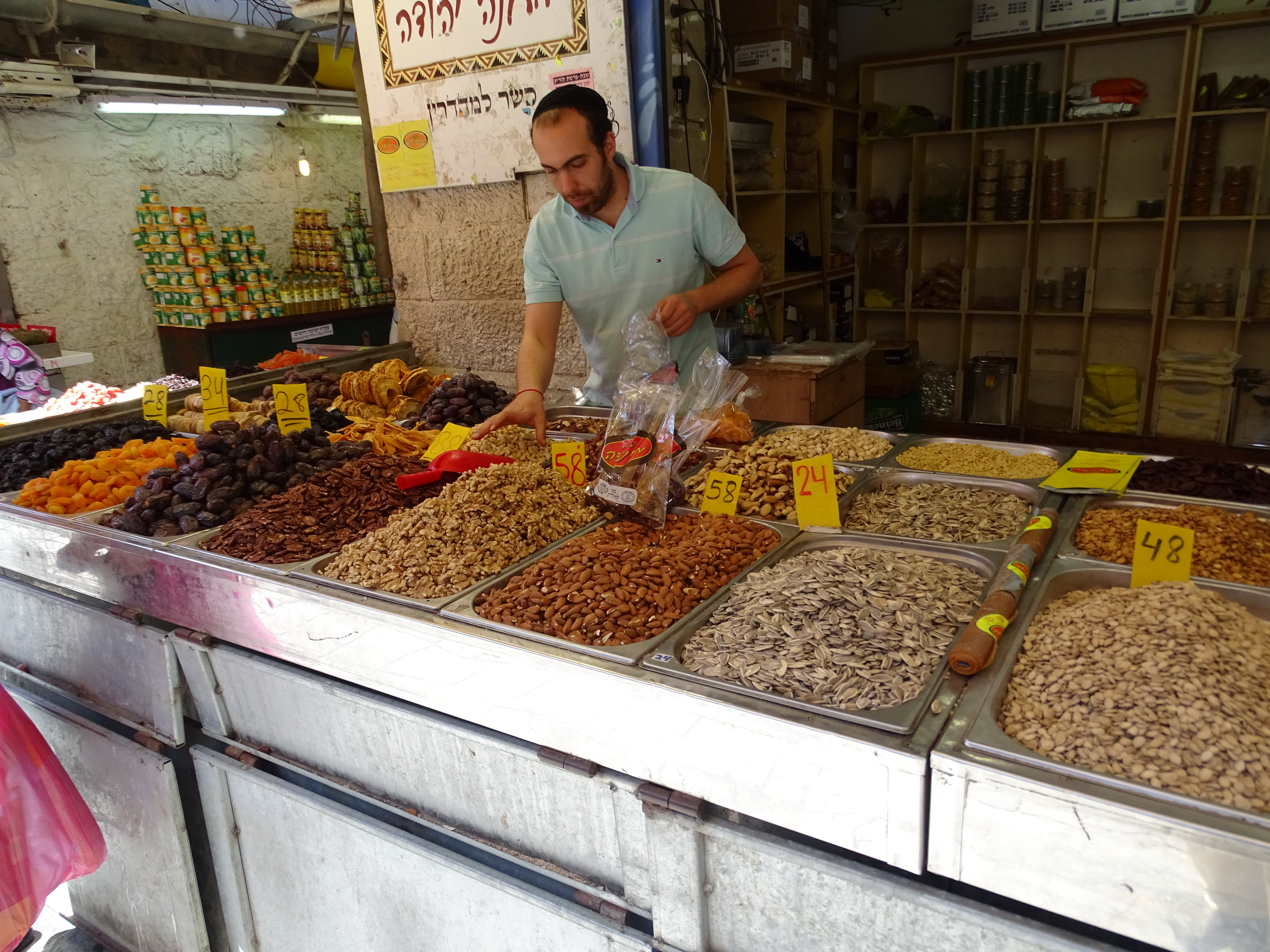
ořechy a pod.

Současně se strukturálními změnami po roce 2000 rozšířil trh také nabídku v oblasti entertainmentu. Stal se místem konání různých festivalů, koncertů a dalších kulturních a uměleckých akcí, které přitahují mnoho diváků. Mezi známé patří např. festival „Balabasta“, který se koná každý rok v létě vždy každé pondělí večer až do pozdní noci. I bez těchto událostí je však trh se svými bary a lokály považován za magnet nočního života v Jeruzalémě.